# Città del libro (Napoli)
La città del libro è un'area polifunzionale a carattere industriale situata nel quartiere Ponticelli di Napoli.

## Descrizione
La struttura si inserisce nell'ambito della riqualificazione urbana del quartiere caratterizzata da insediamenti residenziali e da attrezzature pubbliche come, ad es., il Palazzetto dello sport, la nuova sede Arin, l Ospedale del Mare, la città dei bambini. L'area d'interesse si espande per circa 41935 m2 m2 lungo via Argine .
Precedentemente alla posa della prima pietra, vi erano sul territorio due fabbricati di proprietà della società “Breglia” adibiti ad uso industriale costruiti Alla fine degli anni 80. Venduta  nel 2007 ad un gruppo di imprenditori Questi  proporranno un progetto di riconversione che, in seguito a concertazione pubblico-privato, si è concretizzato nella proposta corrente di destinazione d'uso industriale e di servizi .
Il progetto prevede la realizzazione di diversi ambienti funzionali allo scopo: una struttura commerciale, una struttura industriale leggera , un albergo, un parcheggio e varie opere di viabilità.